# Драгутин Чижек
Драгутин Чижек (1831 — 1913) био је српски композитор.

## Биографија
Рођен је у чешкој породици. Дошао је у Србији по позиву власти, као и неколико других чешких композитора.
Компоновао је музику за представе Народног позоришта Три светла дана (1879) и Душан (1890).
Чижек 1868. преузима место капелника војног оркестра и предводи „бандисте".
Он је први у српску војну музику увео гудачке инструменте, знатно проширујући извођачке могућности, изводећи и дела симфонијског репертоара.
Додељено му је неколико медаља и одликовања Србије.